# Arroio Lunarejo
O Arroio Lunarejo (em castelhano: Arroyo Lunarejo) é um curso de água uruguaio, afluente da margem direita do rio Tacuarembó. Está localizado no norte do país, na região noroeste do departamento de Rivera, próximo ao limite com os departamentos de Artigas e Salto, e à fronteira com o Brasil.
Sua bacia é delimitada a oeste e ao norte pela Coxilha de Haedo, e ao sul pela Coxilha Venta Quemada. Entre seus principais afluentes estão os arroios Rubio Chico, dos Molles, de Eduardo, dos Difuntos, das Yeguas, Quebrada Grande, Cerro Bonito, do Paso de la Laguna, e Gajo del Lunarejo.
Compõe, junto a seus principais afluentes, a região da Paisagem Protegida do Vale do Lunarejo, que desde 2009 integra o Sistema Nacional de Áreas Protegidas (SNAP).